# Средња школа „Светозар Милетић” Нови Сад
Средња школа „Светозар Милетић” једна је од средњих школа у Новом Саду. Велика школа се налази на адреси Народних хероја 7, а мала на Тргу Марије Трандафил 1. Назив је добила по Светозару Милетићу, адвокату, политичару и градоначелнику Новог Сада.

## Историјат
Средња школа „Светозар Милетић” је основана октобра 1882. под називом Новосадска занатска и средња трговинска школа скопчана са државном грађанском школом, 1882—1883. године је уписано четрнаест ученика у први разред. На предлог Мирјане Вилић, професорке српског језика и књижевности и помоћника директора, 1969. године школа добија данашњи назив „Светозар Милетић”. Ученици су 2002—2003. освојили прво место на локалном нивоу по укупном броју бодова из спортских активности и једно од прва три пласмана на такмичењима из информатике, историје и пословне економије. Ученици угоститељске струке су освојили тринаест медаља из области услуживања, куварства и посластичарства, златну медаљу и златну плакету Новосадског сајма. Данас броје 2600 ученика и преко седамдесет одељења што је чини једном од највећих школа на територији Војводине као и у Србији. Наставнички кадар чини сто четрдесет наставника и професора свих неопходних профила. Садрже кабинете и специјализоване учионице, педагошко–психолошку службу, библиотеку са преко 15.000 наслова, салу за физичко васпитање и фитнес центар за корекцију физичких недостатака ученика и ресторан отвореног типа „Старо Здање” где ученици угоститељске и кулинарске струке реализују практичну наставу. Учествовали су у пројектима Ерасмус+, „Fit´n´Green”, „Укуси Европе” и „Опен Дискавери Спејс”.

## Догађаји
Догађаји Средње школе „Светозар Милетић”:
- Савиндан
- Дан школе
- Дани информатике
- Европски дан језика
- Светски дан борбе против сиде
- Светски дан хране